# 市民民主党 (リトアニア)
市民民主党（リトアニア語: Pilietinės demokratijos partija、略称: PDP）は、リトアニアの自由保守主義政党。2006年5月14日設立。リトアニア市民連合 (LPS) に、労働党 (DP) を離党した数名の議員が加わったことにより結成された。労働党を離党したグループを率いていたのはヴィクトラス・ムンティアナスであった。
市民民主党の党首には元国会議長で労働党を離党したムンティアナスが選出された。
2006年5月2日に国会内に11議員による市民民主会派 (Pilietinės demokratijos frakcija) ができた。そのうち8議員は労働党会派 (Darbo partijos frakcija) から離脱した者であった。
2008年5月31日、アルギマンタス・マトゥレヴィチュスが新たに党首に選出された。
2011年、市民民主党は国民統一連合へと移行した。

## 選挙結果
2007年リトアニア地方議会選挙では全国で17議席を獲得した。しかし2008年リトアニア議会選挙では得票率1.12%にとどまり、議席は獲得できなかった。また2009年欧州議会議員選挙でも得票率は1.31%で、議席を獲得することはなかった。